# Strandmarks Sogn
Strandmarks Sogn 

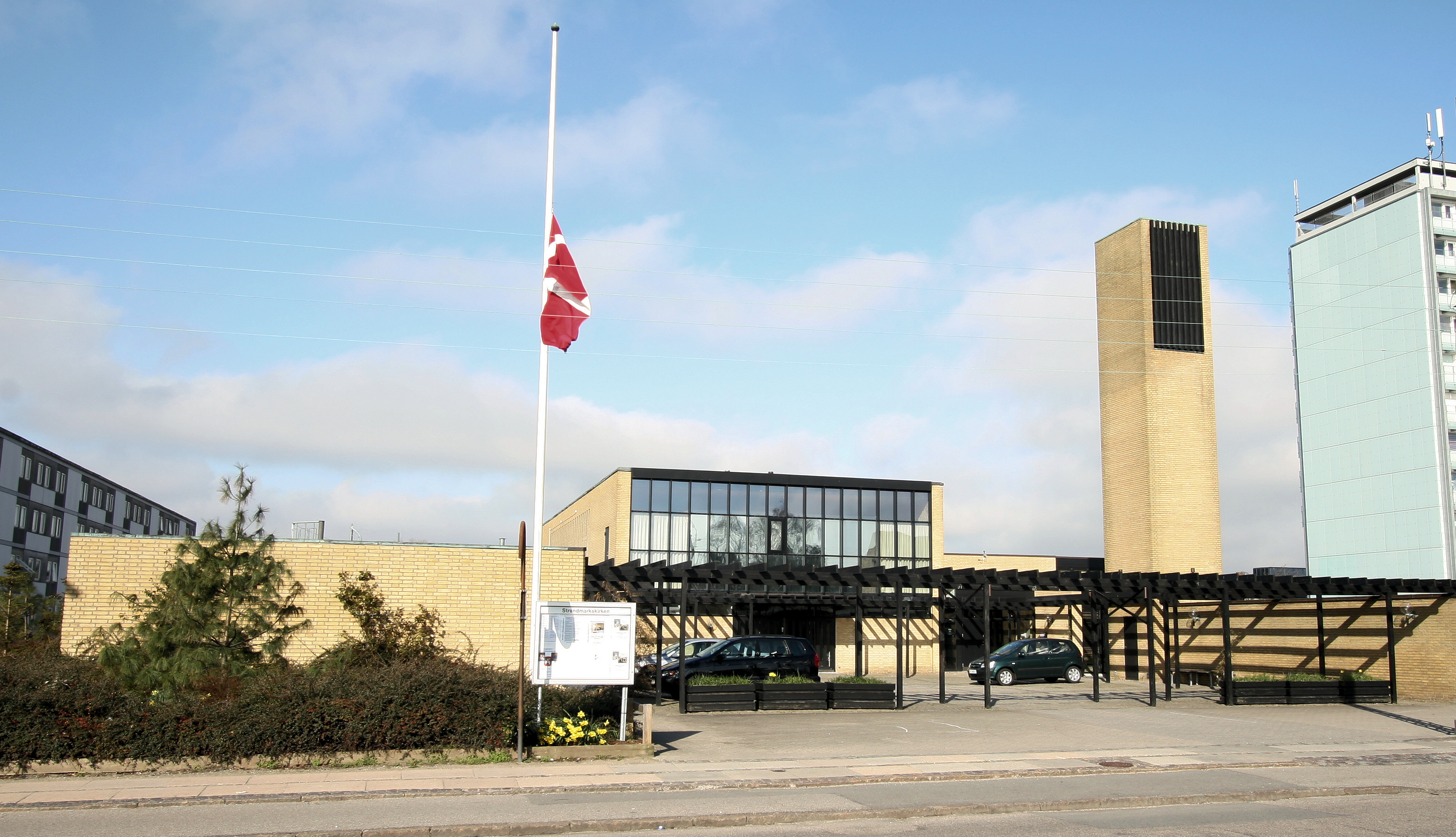
Strandmarks Kirke

ist eine Kirchspielsgemeinde (dän.: Sogn)
in Hvidovre, einem Vorort der dänischen Hauptstadt Kopenhagen (dän.:  København).
Bis 1970 gehörte sie zur Harde Sokkelund Herred im damaligen Københavns Amt, danach zur Hvidovre Kommune im verkleinerten Københavns Amt, die im Zuge der  Kommunalreform zum 1. Januar 2007 Teil der Region Hovedstaden geworden ist.
Von den 53.414 Einwohnern von Hvidovre leben 14.866 im Kirchspiel Strandmarks (Stand: 1. Januar 2023).
Im Kirchspiel liegt die Kirche „Strandmarks Kirke“.
Nachbargemeinden sind im Süden und Westen Avedøre Sogn und im Norden Risbjerg Sogn, ferner in der benachbarten København Kommune im Nordosten Margrethe Sogn und im Osten Sydhavn Sogn.